# Am/pm

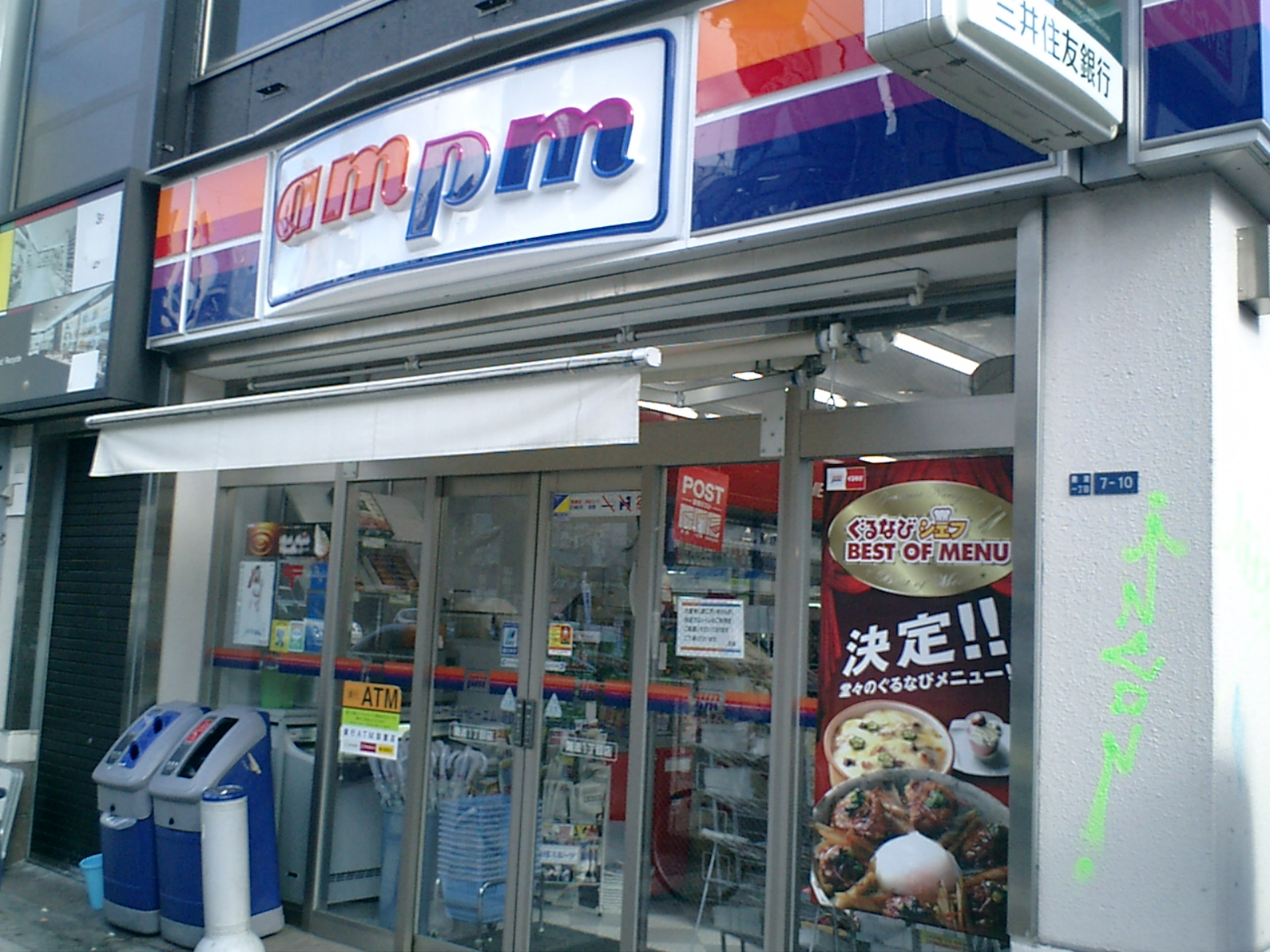
am/pm的難波1丁目分店

am/pm是起源於美國的連鎖便利商店，分布在美國、哥斯大黎加、巴西等國，日本分店已被收購，台灣分店已終止營運。
店名是取自「am」（上午）和「pm」（下午）的英文表示，象徵24小時全日營業（部份在車站內的分店除外）。首間商店於1978年在南加州開幕。

## 日本am/pm
日本的am/pm是由「am/pm Japan」公司營運，屬於「REX控股公司」（Rex Holdings Co.,Ltd.）旗下（持有62.6%股份）。1990年4月由共同石油（現為日本能源）成立完全獨立的子公司，2004年8月被REX控股公司買下。
- 2009年11月13日FamilyMart 同意以120億日圓 (1.33億美元)，自Rex Holdings公司手中收購此商店，名下所有分店皆改為全家。

在1994年開發出了完全不使用人工色素、防腐劑、化學調味料的冷凍食品，並在顧客購買時再行加熱，稱為（意為「不需要廚房了」）。由於節省了運輸成本，也避免了超過保存期限而丟棄的浪費，是相當成功的產品。但是，最近開始將原本的菜色產品轉移到一般的冷藏便當（とれたて膳）。
此外，在店內也可使用電子貨幣「Edy」。六本木之丘區域一部份的分店也可使用手機信用卡「iD」。
店內也有由三井住友銀行、三重銀行、西日本城市銀行、大分銀行共同設置的自动柜员机「@BANK」。
am/pm以前在郊區幾乎沒有設置分店，展店計畫也以市中心區域為主。但是由於租金高昂，商店的獲利也相對被壓縮。此外，由於同屬共同石油（日本能源）體系，因此郊區的店面以和日本能源加油站「JOMO」一起設置為主。自從納入REX公司旗下後，就開始以住宅區為中心進行展店計畫。同時新形態店舖的開發也積極的進行中（參見下方的列表）。

### 店舖形態
- am/pm - 一般的便利商店
- Food Style - 生鮮便利商店，以100日元價格的商品為主，此外也有許多以100為倍數價格的商品。
- HAPPILY 虎之門三丁目店 - 店內的裝潢、商品皆以女性為主要訴求。主打女性專用便利商店，但男性也可進入消費（深夜時段的店員皆是男性）。
- mm（Mini Market）- 小型的店舖
- am/pm enta - 以銷售書籍與出租DVD為主的娛樂型便利商店

## 台灣am/pm
1988年10月曾由味全公司取得美國ARCO石油集團的商標權及經營KNOW-HOW，引進現代化的商店管理模式，成立「安賓超商」。但在1995年因不堪虧損而宣佈終止營運

## 美國am/pm
分店分布在在美國西岸五個州，有1000多家分店，所有分店都附設在ARCO的加油站。

## 外部連結
- 美國 am/pm（页面存档备份，存于）